# Гней Клавдий Север Арабиан
Гней Клавдий Север Арабиан (лат. Gnaeus Claudius Severus Arabianus) — римский политический деятель.
Арабиан происходил из семьи понтийских греков, проживавшей в пафлагонском городе Помпейополис. Его отцом был консул-суффект и первый наместник Каменистой Аравии Гай Клавдий Север.
Когда Арабиан приехал в Рим во время правления римского императора Адриана, он стал философским наставником и учителем выходцев из знатных семей. Среди его учеников был будущий римский император Марк Аврелий, с которым Север очень сдружился. Впоследствии Аврелий тепло отозвался о Севере в своём произведении «К самому себе». Север был приверженцем Ликейской школы. В 146 году он был назначен консулом. Его коллегой был Секст Эруций Клар. Сын Севера Гней Клавдий Север был женат на дочери Марка Аврелия.